# مارك مككولوك
مارك مككولوك (بالإنجليزية: Marc McCulloch)‏ (14 مارس 1980 بإدنبرة في المملكة المتحدة - ) هو لاعب كرة قدم بريطاني في مركز الظهير. لعب مع سانت جونستون ونادي بريتشين سيتي ونادي شيلبورن ونادي إيست فيف ونادي غالواي ‏ ونادي ستيرلينغ ألبيون ونادي اربوراث ونادي غرينوك مورتون وغالواي يونايتد ‏.

## وصلات خارجية
- مارك مككولوك على موقع قاعدة بيانات كرة القدم.إي يو (الإنجليزية)
- مارك مككولوك على موقع Soccerbase.com (لاعب) (الإنجليزية)